# Scheitz Pál
Scheitz Pál (Marosvásárhely, 1870. január 27. – Budapest, 1912. április 12.) analitikus-vegyész.

## Életpályája
Szülei: Dr. Scheitz Antal (1822–1884) ügyvéd, jogász és Bodor Vilma (1840–1898) voltak. Főiskolai tanulmányait Münchenben végezte el, ahol W. Miller laboratóriumában dolgozott. A kolozsvári tudományegyetemen 1896-ban bölcsészdoktorrá avatták. 1897-ben Ilosvay Lajos tanársegédje, 1906–1911 között adjunktusa volt; a kémiai analitikából magántanárrá képesítették.
Kutatásai során foglalkozott a lakmusz színes anyagaival, a kék színű molibdénoxidokkal, valamint a tellur és a szelén szétválasztásával.
Temetésére a Fiumei úti sírkertben került sor.

## Művei
- Az Aethyliden és Benzyliden paraanisidin néhány származékáról (Kolozsvár, 1896)
- A minőségi kémiai analízis módszerei (Budapest, 1911)